# Cine de rumberas

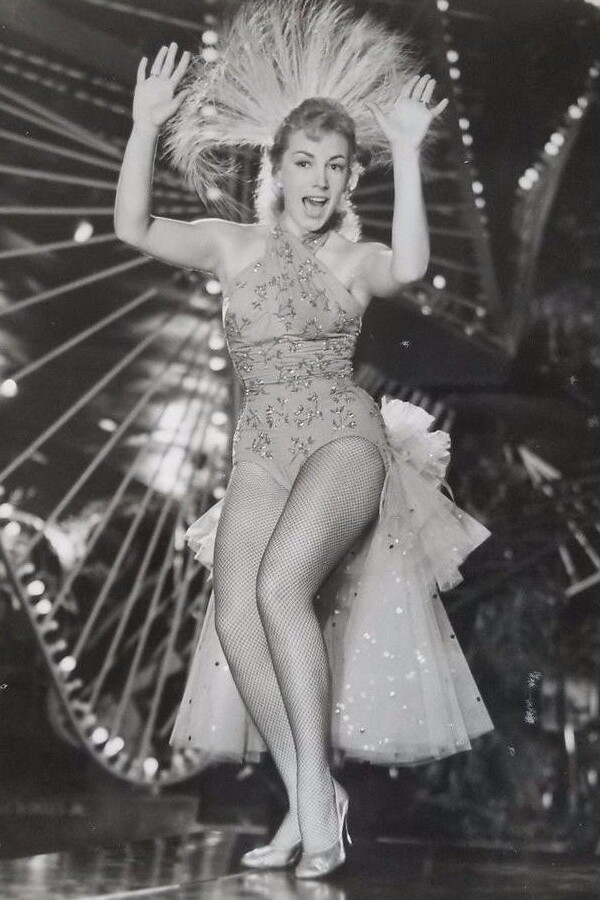
El cine de rumberas se caracterizaba por mujeres que trabajaban en cabarés como bailarinas exóticas o prostitutas. Debido a esto y en el contexto de la época en que se desarrolló, era considerado como un «cine inmoral» que «incitaba al pecado». En la fotografía, Evangelina Elizondo presentándose en el cabaré Tropicana, c. 1950.

El cine de rumberas es un género cinematográfico que floreció en México durante la Época de Oro del cine mexicano, entre los años cuarenta y cincuenta. Sus estrellas principales fueron las llamadas «rumberas», bailarinas de ritmos musicales afroantillanos. El género es una curiosidad fílmica, uno de los híbridos más fascinantes de la cinematografía mundial y encuentra sus raíces en diversos géneros cinematográficos. 
Hoy en día, gracias a sus singulares características, es considerado dentro del llamado cine de culto. El cine de rumberas, al igual que el cine de luchadores, es una de las aportaciones del cine mexicano a la cinematografía internacional. El género también representó una mirada social del mundo de las trabajadoras de la noche del México de los 1940s y 1950s que confrontaban la moral y los convencionalismos sociales de su tiempo, y un acercamiento más realista a la sociedad mexicana de entonces. Se trató de melodramas sobre la vida de estas mujeres, a las que se redimía a través de los bailes exóticos.

## Etimología
Se conoce como rumberas a las bailarinas y actrices que se movían al compás de ritmos musicales afroantillanos, que florecieron en el cine mexicano en su Época de Oro en los años cuarenta y cincuenta. El término "rumbera", proviene del baile cubano conocido como la Rumba, ritmo musical que se puso de moda en América Latina desde finales del siglo XIX hasta los años cuarenta del siglo XX. Las primeras rumberas bailaban al compás de este ritmo. Surgieron nuevos ritmos musicales afroantillanos que desplazaron a la Rumba como el ritmo favorito del público. Aunque las rumberas incursionaron en estos nuevos géneros y los plasmaron con sus danzas en el cine, el término "rumbera" siguió utilizándose para referirse a ellas.

## Historia
El cine de rumberas encuentra sus raíces en diversos géneros cinematográficos como el cine negro, género muy popular en Hollywood en los años treinta y cuarenta. El cine negro se caracterizó, entre otros aspectos, por mostrar regularmente entre sus principales protagonistas a la mujer fatal, la cabaretera que despertaba las pasiones de los hombres y en muchas ocasiones era el conflicto central del argumento. A este género se anexa el cine social o cine urbano, abordado en México con un estilo melodramático por el director Alejandro Galindo). Aunque no de una forma tan estilizada (porque operaba con presupuestos más limitados), el cine de rumberas trató de imitar en sus números musicales las pautas marcadas por el cine musical hollywoodense de los años treinta.
En el argumento típico del cine de rumberas, la principal heroína es una mujer, generalmente de extracción social baja que, debido a una mala jugada del destino, se ve obligada a caer en el bajo mundo de la prostitución y a involucrarse con gánsteres, mafiosos y proxenetas.  Y es que, en general, el cine mexicano se caracterizó por representar a la prostituta como la figura principal en numerosas ocasiones, comenzando con filmes como Santa (1932) o la La mujer del puerto (1934). La diferencia es que en el cine de rumberas, estas heroínas trágicas además también bailaban.
Las rumberas primero llegaron a México a través del teatro, y lo hicieron desde el siglo XIX, cuando llegaron acompañando a muchos cómicos y bufos de origen cubano que se establecieron en la Ciudad de México, en la época de las Carpas y los Teatros de revista. En las primeras tres décadas del siglo XX, en pleno furor de las grandes Vedettes del teatro frívolo mexicano (Como María Conesa o Lupe Vélez), empezaron a surgir figuras que bailaban al compás de la Rumba. Se considera popularmente a Lolita Téllez Wood como la primera bailarina en popularizar este baile en los teatros. Durante el transcurso de la siguiente década, llegaron a México numerosas rumberas y vedettes provenientes de Cuba.
La figura de la «rumbera» se plasmó en el Cine mexicano desde los inicios de su etapa sonora, a principios de los años treinta. La actriz Maruja Griffel, fue la primera en bailar rumba en la cinta ¡Que viva México! (Sergei Eisenstein, 1930). A ella le siguieron otras como Rita Montaner en La Noche del Pecado (1933), Consuelo Moreno en ¿Mujeres sin Alma: Venganza Suprema? (1934), y Margarita Mora en Águila o Sol (1937), además de la Puertorriqueña Mapy Cortés (llamada "La Rumbera Blanca"), famosa por bailar la Conga en numerosos filmes. La misma Lolita Téllez Wood participó en tres películas mexicanas: El rosal bendito (Juan Bustillo Oro, 1936), Mujeres de Hoy (Ramón Peón, 1936) y Honrarás a tus padres (1936), esta última dirigida por Juan Orol, considerado el "padre espiritual" del cine de rumberas, y de cuya imagen probablemente se inspiró para moldear a su futura musa: María Antonieta Pons.
Juan Orol nació en España, pero pasó su infancia en Cuba, donde se crio en los llamados "solares", como se le conoce en Cuba a las vecindades o barrios populares. Allí tuvo mucho contacto con gente de origen africano, quienes le enseñaron todas sus técnicas de baile, particularmente la Rumba. Después de establecerse como director de cine en México, Orol se volvió famoso por importar numerosas figuras cubanas al Cine Mexicano. María Antonieta Pons fue uno de sus descubrimientos. Es común reconocer a María Antonieta como la primera rumbera del cine a raíz de su debut en la cinta Siboney (1938), dirigida por Orol, quien se percató de que tenía entre sus manos una mina de oro tras el éxito taquillero que resultó la cinta.
De esta manera, poco a poco el Cine de rumberas se va perfilando y enriqueciendo. Quien inventó llevar las maracas en la cintura fue la bailarina Estela, con el objetivo de así hacer más llamativos los números musicales. Otra destacada figura fue la cubana Celina, quién montó las coreografías de numerosas películas.
Aunque la rumba fue el género musical que inicialmente se bailó en estas producciones, pronto otros ritmos tropicales se integraron al repertorio, tales como el mambo, la conga, el calypso, la samba, el son cubano, el bolero o el Cha Cha Cha. Mención especial merecen cantantes como Dámaso Pérez Prado, Beny Moré, Agustín Lara, Kiko Mendive, Toña la Negra, Rita Montaner, María Luisa Landín, Olga Guillot, Pedro Vargas, Los Panchos, María Victoria y otros más, cuyas voces acompañaron a las rumberas en sus números musicales y contribuyeron a su lucimiento fílmico. Muchos populares boleros de la época (principalmente las canciones de Agustín Lara, dedicadas a las mujeres en la perdición), sirvieron como inspiración para los argumentos o títulos de las cintas de rumberas (La bien pagada, Pervertida, Aventurera, Traicionera etc.)

### Auge del género
Durante el sexenio del Presidente Miguel Alemán Valdés (1946-1952), el crecimiento de la Ciudad de México como una gran metrópoli, se reflejó en el enorme auge de los cabarets y vida nocturna por toda la ciudad. El cine mexicano se vio influenciado por este fenómeno. Las tramas de corte rural que marcaron la pauta durante la primera mitad de los años cuarenta, comenzaron a perder terreno frente a los nuevos melodramas de corte urbano, arrabalero. La célebre cinta Salón México (Emilio Fernández, 1949), marcó la transición del rol de la heroína del Cine mexicano. Las jóvenes campiranas e ingenuas, pasaron la batuta a las mujeres de clases bajas, pecadoras, mujeres "nocturnas" arrastradas por la revolución urbana a los arrabales y la perdición. En este sentido, aún con toda su fantasía y extravagancias tropical, el cine de rumberas fue un género que mostró de una forma más auténtica la vida social del México de la época, sin las falsas imágenes estilizadas que había mostrado el cine de corte mexicanista o indigenista de Emilio "Indio" Fernández y otros directores.
No obstante, existe también otro tipo de heroína en el cine de rumberas. Ellas no pueden recibir el apelativo de "pecadoras", ya que pertenecen a un universo primitivo y amoral que desconoce el concepto de pecado. Son las "rumberas selváticas" (Tania, Sandra, Yambaó, Zonga, Tahími...), inspiradas en personajes de novelas ilustradas y llevadas al cine principalmente por Juan Orol.
María Antonieta Pons es considerada como la primera "rumbera" cinematográfica, en toda su extensión y la que marcó las pautas y bases para forjar el género,  que luego otras cuatro destacadas figuras (Meche Barba, Amalia Aguilar, Ninón Sevilla y Rosa Carmina) enriquecieron con sus propios códigos y matices. Se considera a la cinta Humo en los ojos (1946), del cineasta Alberto Gout, y protagonizada por Meche Barba, como la que comenzó la producción masiva del cine de Rumberas. Por su parte, la cinta Aventurera (1950), también dirigida por Alberto Gout y protagonizada por Ninón Sevilla, es considerada la obra cumbre del género, pues tiene los ingredientes industriales perfectos que amarran a la cinta al género.
Los tics genéricos más evidentes del Cine de rumberas son fácilmente identificables en Aventurera y no difieren gran cosa de otras muchas películas más.
El cine de rumberas, tan propio de México, alcanzaría en algunos años la atención de muchas plumas especializadas, e incluso el célebre director francés François Truffaut, todavía crítico de la revista Cahiers du Cinéma, escribiría un dosier sobre este subgénero exótico exclusivo de México y tan empapado en sudores como en lágrimas. En general, el cine de rumberas volvió locos a los cine-críticos franceses de Cahiers du Cinéma, que escribieron algunas de las páginas más ardientes que hayan sido dedicadas a cualquier actriz mexicana en esa revista.
Además, también es importante destacar que gracias al éxito del cine de rumberas, se financiaron muchas otras cintas, que en su conjunto, permitieron consolidar la industria fílmica mexicana, que al día de hoy no se recupera, pese a éxitos muy puntuales.

## Las Reinas del Trópico
De acuerdo con expertos y críticos cinematográficos, de todas las rumberas que transitaron por el cine mexicano, solo cinco de ellas han logrado pasar a la historia como las verdaderas forjadoras del género. Estas cinco figuras protagonizaron por separado varias decenas de filmes que en conjunto construyeron y sostuvieron toda la producción del cine de rumberas. En 1993, el periodista Fernando Muñoz Castillo las bautizó como las Reinas del Trópico. Ellas fueron María Antonieta Pons, Meche Barba, Ninón Sevilla, Amalia Aguilar, y Rosa Carmina.

### María Antonieta Pons
Es la primera rumbera del cine mexicano. Maritoña (como también se le llamaba en la época) llegó a México en 1938 de la mano de su entonces marido, el cineasta español Juan Orol. María Antonieta Pons transitó con éxito variable del melodrama arrabalero hasta la comedia infantil o familiar. Pese a su voluptuosidad al bailar, la actriz siempre estuvo cuidada de una manera particular en sus películas (sobre todo aquellas que dirigió su segundo marido, el cineasta Ramón Pereda) De su extensa filmografía (la más larga entre las rumberas principales), destacan títulos como Siboney (1938), Konga Roja (1943), Embrujo antillano (1945), La reina del trópico (1945), La bien pagada (1948), La hija del penal (1949), La mujer del puerto (1949), El ciclón del Caribe (1950), La reina del mambo (1950) y María Cristina (1951), entre otras. Tras el declive del género, María Antonieta intentó incursionar, con escaso éxito, en géneros como la comedia y los dramas rancheros. Tras su último filme en 1965, la actriz permaneció completamente aislada de la vida pública hasta su muerte.

### Meche Barba

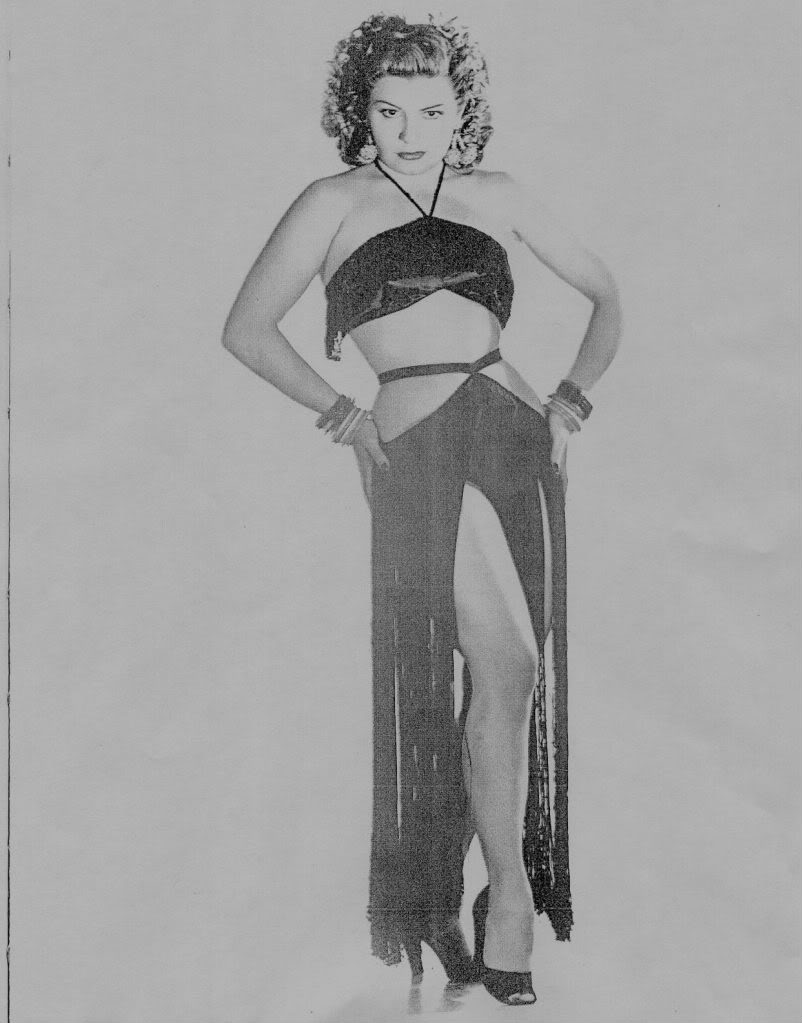
Meche Barba, en 1949.

Fue la única mexicana entre las cinco grandes exponentes del género, por lo que también es conocida como "La Rumbera Mexicana". Barba inició su carrera siendo una niña en las carpas o teatros populares. Debuta en el cine en 1944. Fue la protagonista de Humo en los ojos (1946), cinta que inicia la realización masiva de películas de rumberas. Por el hecho de ser mexicana, Barba carecía del sabor y la voluptuosidad característicos de los bailes de las rumberas cubanas. Gozaba de un estilo más mesurado y fino, llegando a ser conocida como "la Rita Hayworth mexicana". De entre sus cintas destacan Cortesana (1948), Venus de fuego (1949), Lola Casanova (1949), Amor de la calle (1950), Si fuera una cualquiera (1950),  Cuando los hijos pecan (1952), La mujer desnuda (1953) y Ambiciosa, entre otras. Formó una célebre pareja cinematográfica con el cantante y actor Fernando Fernández. Meche Barba se retiró del cine a principios de los años cincuenta, reapareciendo en la televisión tres décadas después. Su origen mexicano le permitió adaptarse más fácilmente a las telenovelas o unitarios mexicanos, donde permaneció vigente hasta su muerte.

### Ninón Sevilla
Poseedora de una exótica belleza felina y una armoniosa anatomía, Ninón Sevilla comenzó su formación en centros nocturnos en Cuba y llega a México en 1946 de la mano del cineasta y productor Fernando Cortés. Fue estrella exclusiva de Cinematográfica Calderón, y logró consolidar un sólido equipo fílmico a su alrededor que contribuyó a su lucimiento (Alberto Gout, Alex Phillips, Álvaro Custodio). Fue la favorita de mercados como Francia y Brasil. Fue una vedette completa, pues no solo bailaba y actuaba, sino que también cantaba y montaba sus propios números musicales, los cuales eran siempre vistosos, exóticos y extravagantes. De su filmografía destacan Perdida (1950), Aventurera (1950), Víctimas del pecado (1950), Sensualidad (1950), Aventura en Río (1953), Llévame en tus brazos (1954), Mulata (1954) y Yambaó, entre otras. De todas las rumberas, Sevilla se caracterizó por interpretar de una manera más audaz y atrevida el arquetipo de la mujer fatal, la pecadora y cabaretera. Tras permanecer retirada del cine durante más de una década, regresó a los platós de rodaje en los años ochenta, y permaneció vigente a través de la televisión hasta su muerte, en la mayoría de los casos con personajes de corte popular que la mantuvieron vigente entre las nuevas generaciones.

### Amalia Aguilar

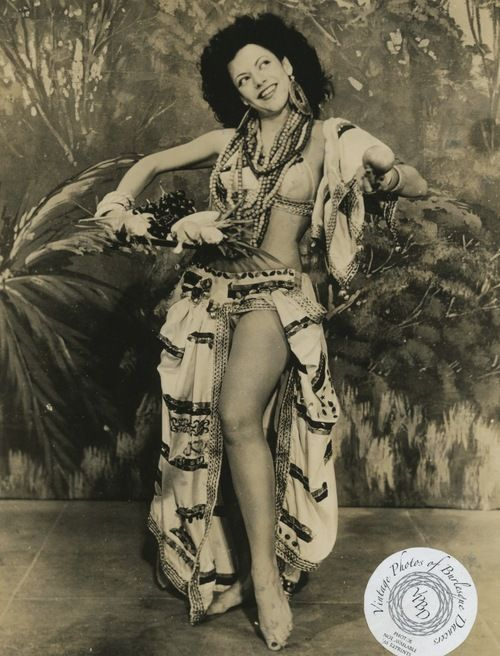
Amalia Aguilar, en 1947.

También conocida como "La Bomba Atómica". Amalia llega a México en 1945 de la mano del bailarín cubano Julio Richard. Su enorme carisma y extraordinaria técnica de baile, le abrieron las puertas del cine y le brindaron la oportunidad de incursionar en Hollywood. Amalia Aguilar fue la rumbera que filmó comedia por excelencia. Su incursión interpretando mujeres malas, perversas y pervertidas, se resume en cinco películas. Del resto de su filmografía (19 cintas), sus personajes fueron casi siempre el de una muchacha alegre, prefirió inclinarse por las comedias ligeras. Ella será mancuerna de comediantes como Tin Tan o Resortes. De sus cintas destacan Calabacitas tiernas (1948), Conozco a los dos (1949), Ritmos del Caribe, Al son del mambo (1950), Amor perdido (1951), Las tres alegres comadres (1952), Los dineros del diablo (1953) y Mis tres viudas alegres (1953), entre otras. 
Del grupo de las rumberas cubanas, Amalia es la mejor bailarina. Se nota su aprendizaje y disciplina ante la barra de clásico y ese don caribeño para la improvisación, para dejarse llevar por el sentimiento y la energía. Aguilar se retiró del cine en 1955. A pesar de estar retirada, la actriz continuó haciendo apariciones frecuentes en eventos públicos hasta relativamente poco antes de su muerte.

### Rosa Carmina
Poseedora de una singular estatura (poco usual entre las actrices de la época) y una deslumbrante belleza física, la despampanante Rosa Carmina llega a México en 1946, tras ser descubierta por Juan Orol en Cuba. En ese mismo año debutó en el cine mexicano en la cinta Una mujer de Oriente. A esa película la seguirían otras bajo la dirección de Orol que la darían a conocer ampliamente y le abrirían paso a su entronización como una de las figuras fundamentales del cine de rumberas. Sensual, extraordinaria en los bailes que realizaba en sus actuaciones, de rostro muy atractivo, Rosa Carmina no solo fue exponente del cine de rumberas, sino también del cine negro mexicano, cuyo principal protagonista en México fue Juan Orol. Por este motivo, fue llamada "La Reina de los Gángsters". Entre sus cintas más relevantes se encuentran Tania, la bella salvaje (1947), Gángsters contra charros (1947), Amor salvaje (1949), Cabaret Shangai (1950), En carne viva (1951), Viajera (1952), La diosa de Tahití (1953) y Sandra, la mujer de fuego (1954), entre otras. En su carrera cinematográfica, Rosa Carmina gozó de una versatilidad y riqueza pocas veces vista en una actriz mexicana, pues tránsito por numerosos géneros fílmicos que van del melodrama al terror, acción, drama, fantasía etc. Tras el declive del género, la actriz se dedicó principalmente a sus espectáculos personales. Tras esporádicas apariciones en la televisión, Rosa Carmina se retiró del espectáculo en 1992. Actualmente radica en España.

## Decadencia
A mediados de los años cincuenta, las tramas del cine de rumberas habían perdido originalidad. Todas las estrellas actuaron en tramas y papeles similares. Incluso llegaron a bailar las mismas piezas musicales. El género dejó paulatinamente de ser atractivo para el público. El final del cine de rumberas coincide también con el final del sexenio presidencial alemanista, pues la nueva administración resultó mucho menos tolerante para la vida nocturna que triunfaba en la Ciudad de México, que si bien no desapareció, si perdió el esplendor del que había gozado años atrás. El Cine mexicano en general estaba a punto de comenzar su estrepitoso declive. 
La fuerte carga sexual de estas películas (en su época), también presagia el arribo de un nuevo tipo de cine erótico. Mientras en las pantallas del Cine mexicano comenzaba la apertura, en la vida real ganan terreno los "defensores de la moralidad".
A esto se sumaron los ataques de grupos radicales como la llamada "Liga de la Decencia", que contaba con el apoyo de las autoridades (entre ellos el que fuera regente de la Ciudad de México, Ernesto P. Uruchurtu). Dichos grupos consideraban al género como una falta a la moral y a las buenas costumbres. Y es que la rumbera del cine mexicano representaba la imagen de la prostituta, la mujer nocturna y la pecadora. Una lluvia de decretos y reglamentos, provoca el cierre masivo de centros nocturnos, teatros de variedad y salones de baile que habían servido de trampolín y escaparate a las más famosas rumberas. La doble moral imperante en la sociedad mexicana comenzó la marginación de las rumberas en el cine. La crisis del teatro de variedad se extiende rápidamente a las películas de rumberas. Las estrellas rápidamente se quedaron sin personajes cinematográficos a su disposición. 
A esto se suma también, que en la segunda mitad de la década de los cincuenta, como consecuencia también de una serie de cambios en la cultura popular, el Cine mexicano desvía definitivamente su mirada hacia nuevos ritmos y problemáticas.
El final del género es abrupto, sin decadencia. Tras casi dos décadas de éxito rotundo, las rumberas optan por retirarse de las cámaras en espera de un nuevo auge. Algunas comenzaron a transitar hacia otros géneros cinematográficos, o bien, se refugiaron en sus espectáculos personales en teatros y centros nocturnos, mientras que otras optaron por un decoroso retiro. La película Caña Brava (1965), protagonizada por María Antonieta Pons, es considerada la cinta que cierra el género, e incluso puede considerarse una especie de memorial del mismo.

## Revalorización
En la década de los setenta, la Ciudad de México vive una nueva época de oro de la vida nocturna y los cabarets. Esto fue posible en gran parte a la desaparición de la Liga de La Decencia. El cine mexicano, que había vivido un nuevo esplendor con el cine gubernamental de principios de la década, nuevamente cayó en el declive con el auge de películas de escasa calidad que se valieron del morbo y la explotación para llenar las taquillas. El ejemplo más claro, es el auge del llamado cine de ficheras de finales de los setenta y principios de los ochenta. Al igual que el cine de rumberas, el cine de ficheras basaba sus argumentos en las mujeres de la vida nocturna, las mujeres del cabaret, pero desde un contexto muy distinto, pues para ese momento, la censura cinematográfica se había relajado y el cine internacional se encontraba atrapado en medio de la revolución sexual. A diferencia del cine de rumberas, el cine de ficheras se valió de los desnudos explícitos para atraer público a sus taquillas, en contraste con la labor de las rumberas, que habían demostrado ser vedettes completas, y que nunca necesitaron mostrar sus cuerpos de forma explícita para lograr el éxito.
De cualquier manera, el auge de las tramas cabaretiles en el cine mexicano comenzó a provocar la nostalgia de los espectadores, que poco a poco comenzaron a reclamar la presencia de las auténticas "reinas de la noche" a las pantallas. Algunas rumberas comenzaron a reaparecer, primero en el cine, y luego en la televisión.
Escritores de telenovelas como Ricardo Rentería, Carlos Olmos y Carlos Romero fueron otras figuras que ayudaron a la revaloración del género al crear personajes para las rumberas en las telenovelas. Durante sus inicios en los años cincuenta y sesenta las rumberas no aparecieron en los melodramas mexicanos. Sin embargo, en la década de los ochenta Meche Barba, Ninón Sevilla y Rosa Carmina se integraron a los repartos de las telenovelas, generalmente en personajes de corte popular, alejados de sus mitos cinematográficos y en la gran mayoría de los casos, con personajes poco acordes a sus trayectorias. Sin embargo, estas figuras encontraron una nueva forma de permanecer vigentes en la memoria del público y de acercarse a las nuevas generaciones convirtiéndose en nuevos mitos populares. Algunas de ellas coincidieron en la pantalla chica, algo que nunca sucedió en el cine.
Incluso, algunas telenovelas mexicanas han basado sus argumentos en las tramas características del cine de rumberas, tales como La pasión de Isabela (1984) o Salomé (2001).
En 1993, el periodista e investigador cinematográfico Fernando Muñoz Castillo publicó el libro Las Reinas del Trópico, donde homenajea y recopila las filmografías de las cinco principales exponentes del género. A partir de ese momento comenzó la aparición de otras publicaciones que despertaron el interés en el género. Muchos festivales y ciclos de cine alrededor del mundo comenzaron a homenajear al cine de rumberas. Al igual que el cine de luchadores mexicano, el cine de rumberas ha sido apreciado por su singularidad en algunos países (principalmente europeos) poco familiarizados con el género. Las rumberas han sido objeto de acalorados recibimientos en festivales de cine en Francia, Brasil o Alemania. Su condición de curiosidad fílmica exclusiva de México, sumada a sus otras singulares características, le ha creado un nicho en el hoy en día cotizado cine de culto.
En el año 1997, el guion del filme Aventurera fue adaptado como una obra de teatro musical (una de las más duraderas de la historia del teatro en México), y en donde hace un homenaje a la vieja época del Cine de rumberas. La obra logró llegar a Broadway y fue protagonizada por diversas actrices como Edith González, Itatí Cantoral, Niurka Marcos y  Susana González, entre otras. Ante el éxito del espectáculo comenzaron a realizarse otras obras teatrales, espectáculos musicales y revistas de corte cabaretil inspiradas en el viejo cine de rumberas, tales como Dos gardenias (1999), Perfume de Gardenia (2011) y Qué rico mambo (2013).
En 2012, se estrenó la cinta El fantástico mundo de Juan Orol: dirigida por Sebastián del Amo, es una novelización o versión libre inspirada en la vida y obra del cineasta Juan Orol. La cinta muestra parte de los orígenes y auge del cine de rumberas entre los años 1940 y 1950, debido a la gran influencia que Orol tuvo sobre el género.